# General Francisco Isidoro Resquín
General Francisco Isidoro Resquín, spesso abbreviato in General Resquín, è un centro abitato del Paraguay, situato nel dipartimento di San Pedro, a 229 km dalla capitale del paese Asunción; la località forma uno dei 19 distretti del dipartimento.

## Popolazione
Al censimento del 2002 General Resquín contava una popolazione urbana di 1.936 abitanti (22.350 nell'intero distretto).

## Caratteristiche
Fondata nel 1981 per volontà di Alfredo Stroessner la località, così chiamata in onore a Francisco Isidoro Resquín, comandante dell'esercito paraguaiano durante la guerra della Triplice Alleanza.
Le principali attività economiche sono l'allevamento, l'agricoltura e la pesca commerciale.